# إس إن كي
SNK (شين نيهون كيكاكو، Shin Nihon Kikaku، تعني المشروع الياباني الجديد). هي شركة يابانية مختصة في ألعاب الفيديو، تأسست سنة 1978. تغير الاسم لاحقًا إلى SNK PLAYMORE في العام 2003.

## نبذه
SNK Playmore شركة المعروف عنها أيضا باسم SNK أو Playmore هي لعبة الفيديو اليابانية وشركة برمجيات الأجهزة. SNK هي مختصر لشين نيهون Kikaku (新 日本 企 画؟، مضاءة. "مشروع اليابان الجديد")، الذي كانت تسمى SNK في السابق. أصبح اسم الشركة القانونية والتجارية SNK في عام 1986. تأسست SNK في أوساكا، اليابان، في يوليو 1978 من قبل ايكيشي كاوازاكي وحتى انهيارها اواخر العام 22 أكتوبر 2001 ثم بعد ذلك اسس كاواساكي شركة Playmore والتي ابتكرها كاواساكي نفسه في أغسطس 2001 والتي أصبحت SNK Playmore في عام 2003. ونتيجة لهذا التشابه القوي للشركة السابقة سواء في الاسم والهوية، ويشار إليه أحيانا ببساطة SNK.في عام 2016 ستقرر SNK Playmore تغيير الاسم والرجوع إلى الاسم الاصلي SNK.
SNK كان لها الشرف في إنتاج عائلة نيو جيو في عام 1990، الذي تضمن العديد من العاب الفيديو والعاب الممرات الاركيد في التسعينات. الأكثر شعبية ونجاحا كانت هي العاب الترفيه المنزلي النيو جيو. وأيضا أجهزة نيو جيو الجيب البوكت من عام 1999، والذي شهدت آخر عهد من إنتاجات شركة SNK والتي انهى إنتاجها في العام 2001 باسم SNK. ونهائيا من عام 2004 من إنتاج الألعاب لأجهزة نيو جيو وتم إنتاج الألعاب لصالح أجهزة أخرى ناجحة مثل الإكس بوكس360*بلاي ستيشن2 وبلاي ستيشن3.

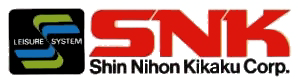
الشعار القديم من 1982 إلى 1988

## تاريخ نجاح الشركة

### البداية
عندما أدرك ايكيشي كاواساكي النمو السريع الذي يحدث في سوق كبائن الألعاب التجارية والتي تعمل بالنقود المعدنية اتجه لتطوير وتسويق هذا النوع من التجارة المربحة. وبدأ بإنتاج أول لعبة شهدت نجاح الشركة هي Ozma 1979 وسفاري رالي 1980 وعلى الأخص لعبة فان جارد1981 وتم توزيعها في أمريكا الشمالية واكتسبت أرباح فاقت التوقعات. وفي عام 1982 دخلت الشركة إلى أسواق أمريكا الشمالية باسم
SNK Corporation of America في مدينة Sunnyvale مقاطعة سانتا كلارا، كاليفورنيا الولايات المتحدة. استقرارهم في سانيفال كاليفورنياكان بقصد تقديم العلامة التجارية الخاصة بها من الألعاب التي تعمل بقطع النقود المعدنية في أمريكا الشمالية. وكان الرجل الذي اختارته لتشغيل العملية هو الاميركي جون رو وهو مؤسس شركة Tradewest.
شركة SNK في اليابان في هذه المرحلة تحولت بالفعل تركيزها فقط نحو تطوير وترخيص لاستخدام ألعاب الفيديو وألعاب الممرات (الأركيد) ولاحقا أجهرة ألعاب منزلية في وقت مبكر. بين عامي 1979 و 1986 أنتجت الشركة 23 لعبة للكبائن التجارية. وبرز في تلك الفترة (MAD CRASH) (1984)، وأثينا (1986)، وهي اللعبة التي اكتسبت كثيرا من الإعجاب لدى الجمهور وتم إصداراها أيضا لننتندو العائلة في عام 1987. وكانت لعبتهم أيضا الشهيرة إيكاري ووريورز، التي صدرت في العام 1986. وكانت لعبة ووريورز إيكاري شعبية بحيث تم ترخيصها أيضا لأجهزة لأتاري 2600، أتاري 7800، وكومودور 64.

## وصلات خارجية
فيلم عن قصة النجاح والانحدار للشركة على يوتيوب
الموقع الرسمي للشركة ياباني 
موقع الشركة باللغة الإنجليزية
تاريخ الشركة 